# 大田貴雄
大田 貴雄（おおた たかお、1951年12月23日 - ）は、日本の実業家。スギ薬局代表取締役会長等を経て、マツモトキヨシ代表取締役社長。

## 人物・経歴
鳥取県出身。1974年近畿大学商経学部卒業、ダイエー入社。2005年スギ薬局入社。2006年スギ薬局取締役商品部長。2008年スギ薬局取締役商品本部長。2009年スギ薬局取締役執行役員グループ商品本部長。2011年スギ薬局代表取締役副社長。2013年スギ薬局代表取締役会長兼スギホールディングス取締役。2014年マツモトキヨシ入社。2015年マツモトキヨシ取締役。2016年マツモトキヨシ取締役副社長。2017年からマツモトキヨシ代表取締役社長を務め、新業態「BeautyU」の展開などにあたった。